# Jewgienij Sysojew (generał)
Jewgienij Siergiejewicz Sysojew (ros. Евгений Сергеевич Сысоев, ur. 20 czerwca 1959 w wiosce Mołczanowo w rejonie mołczanowskim obwodu tomskiego) – rosyjski generał pułkownik, oficer rosyjskich służb specjalnych.
Ukończył Tomski Uniwersytet Państwowy im. W. W. Kujbyszewa i Wyższe Kursy KGB ZSRR w Mińsku.
W organach bezpieczeństwa od lutego 1983, od 19 marca 2013 pełni służbę na stanowisku zastępcy Dyrektora FSB Rosji – kierownika aparatu Narodowego Komitetu Antyterrorystycznego.